# Faun
«Faun» (з нім. «Фаун») — німецький гурт, що грає в стилі фолк, дарквейв і середньовічного фолк-року. Заснований у 1999 році в Мюнхені.
Музика колективу поєднує в собі гру на середньовічних і стародавніх інструментах з сучасними акцентами. Виступ колективу містить безліч різних інструментів, таких як: кельтська арфа, шарманка, нікельхарпа, волинка, цимбали, різні барабани, лютні, флейти, колісна ліра та багато інших. Все це супроводжується жіночим і чоловічим вокалом. Гурт виконує пісні на багатьох європейських сучасних і стародавніх мовах, таких як англійська, староанглійська, німецька, латинська, португальська, фінська, італійська та багатьох інших.

## Історія
Гурт засновано в 1998 році Олівером «SaTyr» Паде, Елізабет Павелке, Фіоною Руггейберг та Біргіт Муггенталер. Через два роки Рюдігер Маул приєднався до колективу як перкусіоніст. У той же час, Біргіт покинула групу, щоб продовжити своє музичне життя з народною рок-групою Schandmaul. У 2002 році вони випустили свій перший альбом Zaubersprüche. Ніл Мітра був запрошеним музикантом, який доповнив звучання на цьому альбомі, і пізніше він став повноправним членом групи, єдиним, хто грає тільки на електронних інструментах.
У 2003 році гурт видав свій другий альбом Licht і виступив на декількох фестивалях у підтримку альбому. Елізабет Павелке залишила Фавн у 2008 році, щоб зосередитися на своїх заняттях в Базелі, Швейцарія. Її замінила Сандра Елфлейн, яка покинула Фаун в квітні 2010 року через проблеми з вагітністю та здоров'ям. Співачка та мультиінструменталістка Рарда замінила її, але залишила колектив у 2012 році. Її на зміну прийшла Кейт Мослехнер. У 2013 році гурт поїхав у тур Європою, включно з Берліном. Окрім того, в 2013 році група опублікувала свій сьомий студійний альбом Von den Elben, який став першим альбомом Faun, щоб досягти перших десяти позицій у діапазоні альбомів Німеччини, Австрії та Швейцарії, а також був їхнім першим альбомом, який видавався у двох останніх країнах. Він був номінований на нагороду ECHO у номінаціях «Національний рок / поп-гурт» та «Національний новачок року».
19 серпня 2016 року колектив видав альбом під назвою Midgard. Він швидко досяг третього місця в рейтингу німецьких альбомів. До запису альбому також долучився Ейнар Селвік (Wardruna) у пісні «Odin».

## Стиль
Для вираження власного зв'язку з природою, колектив використав термін «Pagan Folk» для характеризування стилю своїх концертів. Як вказує Олівер Паде: «Ми не знаємо себе, яку музику ми граємо, тому ми називаємо його paganfolk» (Oliver Паде 2004 року в оголошенні пісні в 2004 Summer Darkness в Утрехті, Нідерланди). Репертуар Фавна коливається від меланхолійних балад до рясних танців, як Brittanic An Dro. З одного боку, колектив переспівує багато історичних пісень з різних періодів та регіонів, а з іншого боку створює багато власних творів.
Фаун поєднує в собі древні персько-арабські мелодії з шведською нікельхарпою та середньонімецькими текстами.
Дебютний альбом «Zaubersprüche» вміщує переважно повільні балади з епохи між пізнім середньовіччям та романтизмом. Інстрменти колектив використовує повністю акустичні і відмовляється від сучасних інструментів та електронних ударних. Другий альбом вміщує набагато менше балад, але презентує значно більше танцювальних мелодій.

## Склад
- S. Oliver Tyr — вокал, нікельхарпа, кельтська арфа, ірландський бузуки, дримба, саз, тар, гітара
- Fiona Frewert — вокал, флейти, шалюмо, поммер, волинка, домбра, ребаб, фісгармонія
- Laura Fella (з 2017 року) — вокал, бубон
- Stephan Groth (з 2012 року) — вокал, шарманка, колісна ліра, флейти
- Rüdiger Maul — перкусія, ударні
- Niel Mitra — семплер, синтезатор

Найпопулярніший за кількістю переглядів на YouTube кліп групи Tanz mit mir [Архівовано 16 липня 2018 у Wayback Machine.] був записаний у співпраці з Björn Both, виконав чоловічу партію в дуеті з Кейт Мослехнер. Björn Both до складу групи Faun не входить, а є вокалістом групи Santiano.

## Дискографія

### Студійні альбоми
- 2002 — «Zaubersprüche» («Incantations»)
- 2003 — «Licht» («Light»)
- 2005 — «Renaissance»
- 2007 — «Totem»
- 2009 — «Buch der Balladen» (книга балад) — (acoustic CD)
- 2011 — «Eden»
- 2013 — «Von den Elben»
- 2014 — «Luna»
- 2016 — «Midgard»
- 2018 — «XV — Best Of»

### Концертні альбоми
- 2008 — «FAUN & the pagan folk festival»

## Відеографія
DVD
- 2004 — «Lichtbilder»
- 2007 — «Ornament»

Кліпи
- 2007 — Tinta
- 2013 — Diese kalte Nacht [Архівовано 24 серпня 2018 у Wayback Machine.]
- 2013 — Tanz mit mir (Teaser) [Архівовано 16 липня 2018 у Wayback Machine.]
- 2013 — Mit dem Wind (Teaser) [Архівовано 5 січня 2019 у Wayback Machine.]
- 2013 — Wenn wir uns wiedersehen (Teaser) [Архівовано 30 вересня 2019 у Wayback Machine.]
- 2014 — Buntes Volk
- 2014 — Walpurgisnacht
- 2016 — Federkleid
- 2016 — Sonnenreigen(Lughnasad)
- 2016 — Alba II
- 2018 — Feuer